# Ouillen
Ouillen (în arabă ويلان) este o comună din provincia Souk Ahras, Algeria.
Populația comunei este de 6.544 de locuitori (2008).